# Супердівчина
Супердівчина або Суперґерл (англ. Supergirl) — ім'я декількох вигаданих супергероїнь, які з'являються в американських книгах коміксів, виданих DC Comics. Ориґінальною та найвідомішою Супердівчиною є Кара Зор-Ел — двоюрідна сестра супергероя Супермена. Персонажка вперше з'явилася в «Action Comics» № 252 (травень 1959) і була створена Отто Біндером та Елом Пластіно.
Створена як жіночий аналог Супермена, Кара Зор-Ел поділяє його суперсили й уразливість до криптоніту. Супердівчина відіграє роль підтримки в різних публікаціях DC Comics, включно з «Action Comics», «Супермен» і декількома серіями книг коміксів, непов'язаних із Суперменом. 1969 року пригоди Супердівчини стали чільною рисою (англ. lead feature) «Adventure Comics», а пізніше вона з'явилася в головній ролі в епонімічній серії книг коміксів, яка дебютувала 1972 року, тривала до 1974 року та продовжилася другою щомісячною серією книг коміксів під назвою «The Daring New Adventures of Supergirl», яка тривала з 1982 до 1984 року.
У зв'язку зі зміною редакційної політики в DC Супердівчину спочатку було вбито в обмеженій серії 1985 року «Криза на нескінченних Землях». Згодом DC Comics перезапустила неперервність Всесвіту DC, відновивши персонажа Супермена як єдиного вцілілого під час знищення Криптон. Після завершення «Кризи на нескінченних Землях» декілька різних персонажів, написаних без родинних стосунків із Суперменом, узяли на себе роль Супердівчини, включно з Матрикс, Ліндою Денверс і Сір-Ел. Після скасування третьої серії книг коміксів «Супердівчина» 1996—2003 років, за участю версії персонажа Матрикс / Лінди Денверс, сучасну версію Кари Зор-Ел було відновлено в неперервність DC Comics в № 8 серії книг коміксів «Супермен/Бетмен» під назвою «Супердівчина з Криптона» (лютий 2004). Сучасна Кара Зор-Ел грає головну роль Супердівчини в епонімічній серії книг коміксів, на додачу до ролі підтримки в різних інших публікаціях DC Comics.
Починаючи зі своєї першої появи в книгах коміксів, персонаж згодом розгалужувався в анімацію, фільми, телебачення та мерчендайзинг. У травні 2011 року Супердівчина посіла 94 місце у списку IGN 100 найкращих героїв книг коміксів усіх часів. У листопаді 2013 року персонаж посіла 17 місце у списку IGN 25 найкращих героїв DC Comics.

## Попередники
- Супержінка —
- Супердівчина —
- Супер-Сестра —
- Супер-Дівчина —

## В інших медіа

### Фільми
- Супердівчина — фільм 1984 року, роль зіграла Хелен Рейчел.
- Фільм 43 — фільм 2013 року, роль зіграла Крістен Белл
- Супердівчина: Жінка майбутнього — фільм 2026 року, роль зіграла Міллі Алкок

### Телебачення
- Супердівчина — серіал 2015 року, роль зіграла Мелісса Бенойст
- Таємниці Смолвіля (7 сезон) — серіал 2015 року, роль зіграла Лора Вандервурт